# NGC 6194
NGC 6194 (również PGC 58598) – galaktyka eliptyczna (E-S0), znajdująca się w gwiazdozbiorze Herkulesa. Odkrył ją John Herschel 27 kwietnia 1827 roku.